# Yukijirō Hotaru
Yukijirō Hotaru (螢雪次朗 Hotaru Yukijirō?)  es un actor japonés. Es conocido por el papel de Gonza Kurahashi en la franquicia de televisión Garo. 

## Filmografía

### Películas
- Sexy Battle Girls (1986)
- Time Adventure: Zeccho 5-byo Mae (1986)
- Itoshino Half Moon (1987)
- Ogenki kurinikku: Tatte moraimasu aka Welcome to the Ogenki Clinic (1988)
- Subway Serial Rape: Lover Hunting (1988)
- Zeiram (1991)
- Aiyoku Shūdōin: Jukujo, Chijo, Seijo (1995)
- Gamera: Daikaijū Kūchū Kessen (1995)
- Jinzō Ningen Hakaider (1995)
- Nawa Shi Jikenbo (1996)
- Jukujo no Sasoijiru: Nanbon de Mohoshii (1997)
- Gamera 3: Jyashin Iris Kakusei (1999)
- Tekkōki Mikazuki (2000)
- Mofuku no onna: Kuzureru (2001)
- Porisu (2001)
- Stacy (2001)
- Molester's Bus 2: Heat of the Over Thirty (2002)
- Hanai Sachiko no karei na shōgai (2003)
- Ashurajō no Hitomi (2005)
- Shinkaijū Reigō (2005)
- Inugami-ke no ichizoku (2006)
- Garo Special: Byakuya no Maju (2006)
- The iDol (2006)
- Mari to Koinu no Monogatari (2007)
- Roommate (2013)
- Garo: Makai no Hana (2014)
- Chiisai Ouchi (2014)
- Kainan 1890 (2015)
- Garo: Makai Retsuden (2016)
- Kita no Sakuramori (2018)
- Daibutsu Kaikoku (2018)

### Televisión
- Ultraman Max (serie de televisión, 2005–2006)
- Garo (serie de televisión, 2005–2006)
- Tenchijin (serie de televisión, 2009)
- Garo: Makai Senki (serie de televisión, 2011/2012)